# 俄勒岡鎮區 (印地安納州斯塔克縣)
俄勒岡鎮區（英語：Oregon Township）是位於美國印地安納州斯塔克縣的一個行政鎮區。

## 地方資料
根據2010年美國人口普查的數據，俄勒岡鎮區的面積為93.60平方千米，當中陸地面積為92.30平方千米，而水域面積為1.30平方千米。當地共有人口3367人，而人口密度為每平方千米35.97人。